# Самопотапяне
Самопотапяне е умишлено потопяване на кораб чрез позволяване на водата да тече в корпуса.
Това може да бъде постигнато по няколко начина – кингстон клапите могат да бъдат отворени към морето, или чрез пробиване на дупки в корпуса посредством груба сила, или с помощта на експлозиви. Самопотапянето може да бъдат изпълнено, за да се премахне изоставен, стар или заловен кораб; за предотвратяване на навигационна опасност; като акт на самоунищожение, за да се предотврати пленяване на кораба от врага; като блокада за ограничаване на навигация през канал или пристанище; да се осигури изкуствен риф за водолази и морски обитатели (например корали); или да променя течението на реки.

## Значими самопотапяния

### Руски Черноморски флот в Севастопол (1854)
По време на Кримската война руснаците, в очакване на обсадата на Севастопол, самопотопили кораби от Черноморския флот, за да защитят пристанището, като използват корабните оръдия за допълнителна артилерия и освобождавайки екипажите на корабите за морски пехотинци. Корабите, които са умишлено потопени, били Великият княз Константин, Париж (и двете с по 120 оръдия), Храбри, Императрица Мария, Чесме, Ягондеид (84 оръдия), Каварна (60 оръдия), Конлефи (54 оръдия), параходите Гръмовержец, Бесарабия, Дунав, Одеса, Елбрус и Керин. След войната било голямо технологично предизвикателство възстановяването на корабите.

### Българска Дунавска флотилия
Юли 1913 г., река Дунав, Русе – След поражението на България в Междусъюзническата война при устието на река Русенски Лом българските капитани самопотапят корабите си.

### Потопяването на Флота на откритото море
21 юни 1919, Атлантически океан, архипелаг Оркни, военноморска база Скапа Флоу, Шотландия – В края на Първата световна война по силата на капитулацията си Германия трябва да предаде бойния си флот на Великобритания (т.нар. Флот на откритото море), затова интернира в залива Скапа Флоу 74 германски бойни кораби (между които гигантските линейни кораби от класовете „Насау“: „Байерн“ и „Гросер Курфюрст“, както и линейните крайцери „Зайдлиц“, „Фон дер Тан“ и „Молтке“). По предварително уговорен сигнал даден от командващия адмирал Лудвиг фон Ройтер, 50 от немските кораби се самопотапят, отказвайки да признаят поражението си. След това са извадени за скрап.

### Потопяването на френския флот в Тулон
Потопяването от французите на собствения им флот в Тулон става рано сутринта на 27 ноември 1942 г. в Тулон. Флотът е потопен по заповед на Адмиралтейството на режима на Виши, за да се избегне пленяването от нацистка Германия на корабите, намиращи се на рейда на военноморската база в Тулон.